# José Raúl Vera López
José Raúl Vera López, O.P., né le 21 juin 1945 à Acámbaro (Guanajuato), est un prélat mexicain, successivement évêque de Ciudad Altamirano, évêque auxiliaire de San Cristóbal de Las Casas et évêque du diocèse de Saltillo de 1999 à 2020. 

## Biographie
Raúl Vera López est diplômé comme ingénieur-chimiste de l'Universidad Nacional Autónoma de México. Il commence sa formation religieuse en 1968 au noviciat de l'Ordre des frères prêcheurs (pères dominicains) de León (Guanajuato) et prononce sa profession religieuse le 12 novembre 1969. Il poursuit ses études de philosophie à Mexico et ses études de théologie à Bologne en Italie; puis devient licencié de théologie de l'université pontificale Saint-Thomas-d'Aquin de Rome avec la mention la plus haute Summa cum laude. Il est ordonné prêtre le 29 juin 1975 par Paul VI.
Il occupe ensuite diverses charges dans la province dominicaine de Mexico, la «Provincia Santiago» (province Saint-Jacques); il est maître des novices, membre du conseil provincial (1981-1987), assistant du prieur provincial et coordinateur de la famille dominicaine (Tiers-Ordre dominicain) du Mexique (1985-1987).
Le 20 novembre 1987, il est nommé évêque de Ciudad Altamirano et consacré le 6 janvier 1988 par Jean-Paul II à Rome. Il fonde le centre social «Monseñor Juan Navarro Ramírez»  dévoué aux pauvres. Le 14 août 1995, il est nommé évêque coadjuteur du diocèse de San Cristóbal de Las Casas. Il travaille aux côtés de Samuel Ruiz García au processus de paix avec le mouvement zapatiste.
Il est nommé évêque de Saltillo le 30 décembre 1999 par Jean-Paul II, succédant à Francisco Raúl Villalobos Padilla. Il prend possession de son diocèse le 20 mars 2000. Il met l'accent sur la défense des droits de l'homme, appuie les mouvements de défense des travailleurs pauvres et les revendications des mineurs, soutient les migrants grâce notamment au programme Frontera con Justicia, s'investit à partir de 2010 dans la lutte contre la discrimination subie par les homosexuels. Il fonde un centre diocésain pour les droits de l'homme intitulé Fray Juan de Larios.
En 2013, il accueille dans son diocèse la fraternité Verbum Spei, dissidente de la congrégation de la communauté Saint-Jean,,.

## Distinctions
- 2000: Prix national des droits de l'homme «Don Sergio Méndez Arceo».
- 2000: Médaille «Roque Dalton», attribuée par le «Consejo de Cooperación con la Cultura y la Ciencia» au Salvador.
- 2007: Médaille du Mérite de la ville de Mexico, pour son travail en faveur des droits de l'homme.
- 2009: Prix «Samuel Ruiz» à Coahuila, pour la défense et la promotion des droits de l'homme au Mexique.
- 2010: Prix Rafto 2010, attribué par la fondation Rafto de Bergen (Norvège) pour la défense des droits de l'homme.
- 2012: Candidat au Prix Nobel de la paix 2012.